# Б'юна-Віста (округ Амадор, Каліфорнія)
Б'юна-Віста (англ. Buena Vista) — переписна місцевість (CDP) в США, в окрузі Амадор штату Каліфорнія. Населення — 542 особи (2020).

## Географія
Б'юна-Віста розташована за координатами 38°17′51″ пн. ш. 120°55′5″ зх. д. / 38.29750° пн. ш. 120.91806° зх. д. (38.297445, -120.917948).  За даними Бюро перепису населення США в 2010 році переписна місцевість мала площу 4,20 км², уся площа — суходіл.

## Демографія
Згідно з переписом 2010 року, у переписній місцевості мешкало 429 осіб у 180 домогосподарствах у складі 112 родин. Густота населення становила 102 особи/км².  Було 218 помешкань (52/км²).
Расовий склад населення:
| - 85,1 % — білих - 5,4 % — корінних американців - 0,2 % — чорних або афроамериканців - 2,8 % — осіб інших рас |

До двох чи більше рас належало 6,5 %. Частка іспаномовних становила 8,2 % від усіх жителів.
За віковим діапазоном населення розподілялося таким чином: 25,4 % — особи молодші 18 років, 58,5 % — особи у віці 18—64 років, 16,1 % — особи у віці 65 років та старші. Медіана віку мешканця становила 43,2 року. На 100 осіб жіночої статі у переписній місцевості припадало 84,9 чоловіків;  на 100 жінок у віці від 18 років та старших — 82,9 чоловіків також старших 18 років.
Середній дохід на одне домашнє господарство  становив 58 523 долари США (медіана — 58 472), а середній дохід на одну сім'ю — 55 556 доларів (медіана — 58 125). За межею бідності перебувало 19,9 % осіб, у тому числі 37,1 % дітей у віці до 18 років та 0,0 % осіб у віці 65 років та старших.
Цивільне працевлаштоване населення становило 76 осіб. Основні галузі зайнятості: мистецтво, розваги та відпочинок — 42,1 %, публічна адміністрація — 27,6 %, роздрібна торгівля — 10,5 %, науковці, спеціалісти, менеджери — 10,5 %.